# 乔加钦
乔加钦（1921年—1997年7月19日），原名谯家钦，男，四川苍溪人，中华人民共和国政治人物，曾任西藏自治区革命委员会副主任，西藏自治区人民政府副主席。

## 生平
1933年参加中国工农红军，任红四方面军司令部机要科公务员。1934年8月加入中国共产主义青年团。长征到陕北后任连政治指导员、兵站处教导员。1940年1月转入中国共产党。
解放战争时期，任华中野战军司令部第二兵站处副处长、中国人民解放军第十八军留守处主任、军司令部军政处副处长、参谋处副处长等职。
中华人民共和国成立后，任西藏军区驻四川省办事处主任、西藏军区后勤部副政委。
转业后，任西藏自治区筹备委员会建设处副处长，西藏自治区筹备委员会党组书记，西藏自治区革命委员会副主任，西藏自治区人民政府副主席。中国登山协会会长。1981年调任中国旅行游览事业管理总局任副局长、党组成员，国旅总社副总经理，中国旅游协会副会长。
被授予三级八一勋章、三级独立自由勋章和二级解放勋章，1955年被授予上校军衔。